# Baldwin II. (Bremen)
Baldwin II. (* vor 1419; † 8. Juli 1441; auch: Baldwin von Wenden, Balduin oder Boldewin von Dahlen, gewöhnlich genannt Boldewin I. als Abt des Benediktinerklosters St. Michaelis zu Lüneburg) war ein Erzbischof von Bremen.

## Herkunft
Baldwin war der Sohn des braunschweigischen Ministerialen, Ritters Rudolf von Wenden und einer natürlichen Tochter Herzogs Johann von Lüneburg, ein großer Gelehrter, Doctor Decretorum und zugleich ein erfahrener Unterhändler und Staatsmann, bei den welfischen Herzögen, dem Bischof Johann III. von Verden, der Stadt Lüneburg gleich angesehen, beliebt am römischen Hof; dazu reich.

## Leben
Nach Studienende war Baldwin unter anderem als Schlichter und Schiedsrichter tätig. Zwischen 1405 und 1414 hielt er sich in diesen Funktionen mehrfach in Braunschweig auf. Während des Braunschweiger Pfaffenkrieges versuchte er zwischen den Geistlichen der verschiedenen Streitparteien zu vermitteln. Als 1419 der alte Abt Ulrich († 5. Juli 1423) in Rom vor Papst Martin V. resignierte, ernannte dieser, ohne den Convent zu fragen, den bisherigen Prior Boldewin zum Abt. Am 7. März 1428 nahm er an einem Vermittlungstag in Celle wegen der welfischen Erbstreitigkeiten teil. Als bei der ungeheuren Verschuldung und Verpfändung der bremischen Stiftsgüter unter Erzbischof Nikolaus von Oldenburg-Delmenhorst das bremische Domkapitel, um der bodenlosen Zerrüttung zu steuern, diesen vermocht hatte einen Administrator anzunehmen, Graf Otto von Hoya aber den schlimmen Posten bald wieder niederlegte, resignierte Nikolaus 1435 zu Gunsten Boldewins in einem Vertrag unter Garantie des Bischofs Johann von Verden und des Herzogs Otto von Lüneburg. Wegen der Geldnot des Erzstifts gestattete Papst Eugen IV. die Beibehaltung der Abtei Lüneburg auf 6 Jahre, Boldewin hat sie bis zu seinem Tode behalten; er ist auch in der Kirche der Abtei beigesetzt. Zur Erwerbung der erzbischöflichen Würde soll ihm die Stadt Lüneburg 60000 Mark, eine kaum erhörte Summe, geschenkt haben; fest steht, dass er gleich anfangs 38000 rheinische Gulden an Schulden bezahlte, dann aber nur noch die vom Erzbischof mit Einwilligung des Domkapitels gemachten anerkannte. Er brachte das Erzstift einigermaßen wieder in die Höhe, vertrug sich gütlich mit Verden wegen der strittigen Grenzen und ließ durch seine Regierung zum ersten Male in den beiden Sprengeln den Gedanken der Zusammengehörigkeit, der erst viel später durchschlug, auskommen, wie Bischof Johanns Versuch Verden zum Suffraganbistum Bremens zu machen nach Baldewins Tod beweist.
Das Basler Konzil beauftragte ihn noch als Abt zu St. Michael mit der Untersuchung der Rostocker Wirren und er entschied 1435 für Wiederaufnahme des alten Rates, welchen Spruch das Konzil 1436 in der Appellation bestätigte. Am 3. Juni 1435 hatten ihn die welfischen Herzöge zur Schlichtung ihrer Erbstreitigkeiten als ersten Schiedsrichter ernannt, 1436 nahm er am Reichstag zu Frankfurt teil, wie die Bestätigungsurkunde der Klosterprivilegien vom 1. März zeigt. Die bis zur Mitte des 16. Jahrhunderts immer erneuerten Kämpfe der Bremer Erzbischöfe mit den Bauern des Landes Wursten hat er eingeleitet, er zwang das Land zur Zahlung einer Abfindung, wesentlich mit Hilfe verdischer Reiter. Als kunstsinniger, reicher Herr hat er sich in vielen Bauten an seinem Kloster und durch Schmückung von dessen Kirche durch Malerei, die Passion und das Leben des heiligen Benedikt, bewiesen, die nach Aufhebung der Ritterakademie zu Lüneburg 1852 in das Museum zu Hannover gelangten.